# 윤일현
윤일현(尹一鉉, 1964년 12월 7일 ~ )는 대한민국의 제5·6대 부산광역시 금정구의원이자, 제9대 부산광역시의원이었다. 출신은 경상남도 김해군이다.

## 학력
- 금정국민학교 졸업
- 부곡중학교 졸업
- 동래고등학교 졸업
- 부산대학교 경영학과 졸업
- 연세대학교 대학원 경영학 석사 과정 졸업

## 경력
- 1999.06 ~ 세무사 윤일현 사무소 대표
- 부산지방세무사회 연수위원
- 부산지방세무사회 감리위원
- 영산대학교 부동산금융학부 겸임교수
- 2006.07 ~ 2010.06 제5대 부산광역시 금정구의회 의원
- 2006.07 ~ 2008.07 제5대 부산광역시 금정구의회 전반기 의회운영위원회 위원
- 2006.07 ~ 2008.07 제5대 부산광역시 금정구의회 전반기 주민도시위원회 간사
- 2008.07 ~ 2010.06 제5대 부산광역시 금정구의회 후반기 의회운영위원회 위원
- 2008.07 ~ 2010.06 제5대 부산광역시 금정구의회 후반기 기획총무위원회 위원장
- 2010.07 ~ 2014.06 제6대 부산광역시 금정구의회 의원
- 2010.07 ~ 2012.07 제6대 부산광역시 금정구의회 전반기 부의장
- 2010.07 ~ 2012.07 제6대 부산광역시 금정구의회 전반기 기획총무위원회 위원
- 2012.07 ~ 2014.06 제6대 부산광역시 금정구의회 후반기 의장
- 2022.07 ~ 2024.09 제9대 부산광역시의회 의원
- 2022.07 ~ 2024.07 제9대 부산광역시의회 전반기 교육위원회 위원
- 2022.07 ~ 2024.07 제9대 부산광역시의회 전반기 예산결산특별위원회 위원장
- 2024.07 ~ 2024.09 제9대 부산광역시의회 후반기 교육위원회 위원장
- 2024.10 ~ 제14대 부산광역시 금정구청장

## 역대 선거 결과
|  | 20.05% |

|  | 29.99% |

|  | 67.03% |

|  | 61.03% |